# Eucommiales
Eucommiales is een botanische naam, voor een orde van tweezaadlobbige planten: de naam is gevormd uit de familienaam Eucommiaceae. Een orde onder deze naam wordt zelden erkend door systemen van plantentaxonomie, maar wel door het Cronquist-systeem (1981). Daar werd de orde geplaatst in de onderklasse Hamamelidae; ze had de volgende samenstelling:
- orde Eucommiales
  - familie Eucommiaceae

In het APG-systeem (1998) en het APG II-systeem (2003) wordt deze familie ingedeeld in de orde Garryales.

## Fossiel voorkomen
Het pollen en macroresten (zaden) van Eucommia komt in Europa tijdens het Neogeen tot in verschillende interglacialen van het Pleistoceen voor. Het laatste voorkomen van het pollen is bekend uit het vroegste interglaciaal van het Cromerien Complex.